# Юргенсон, Иосиф Иванович

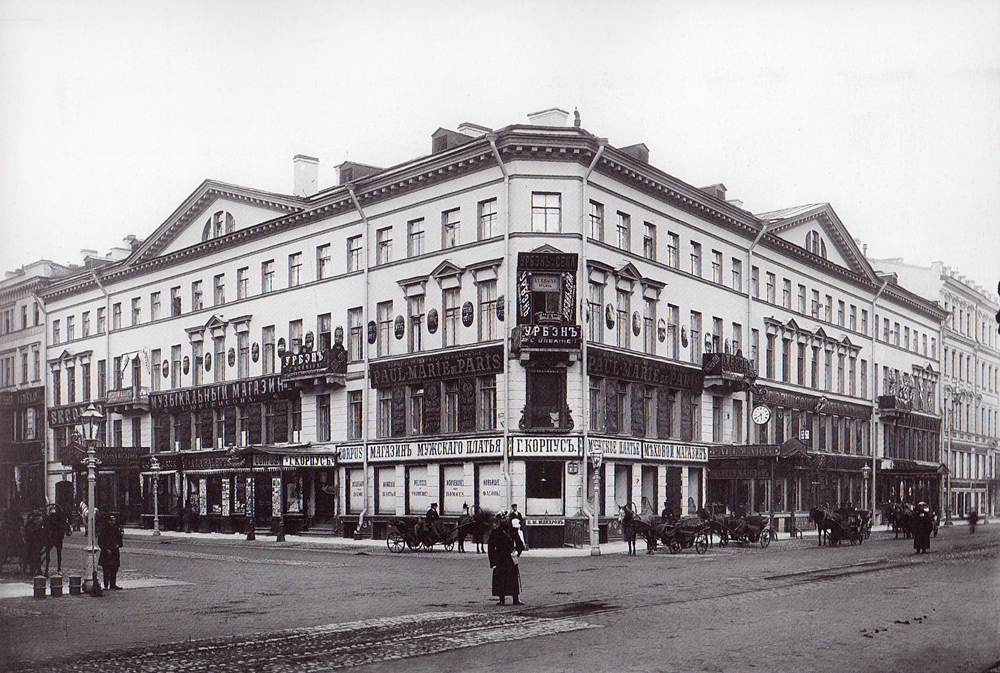
Вид на Музыкальный магазин Торгового дома «I.Юргенсонъ», Санкт-Петербург, 1901—1903 гг., фотография Карла Буллы

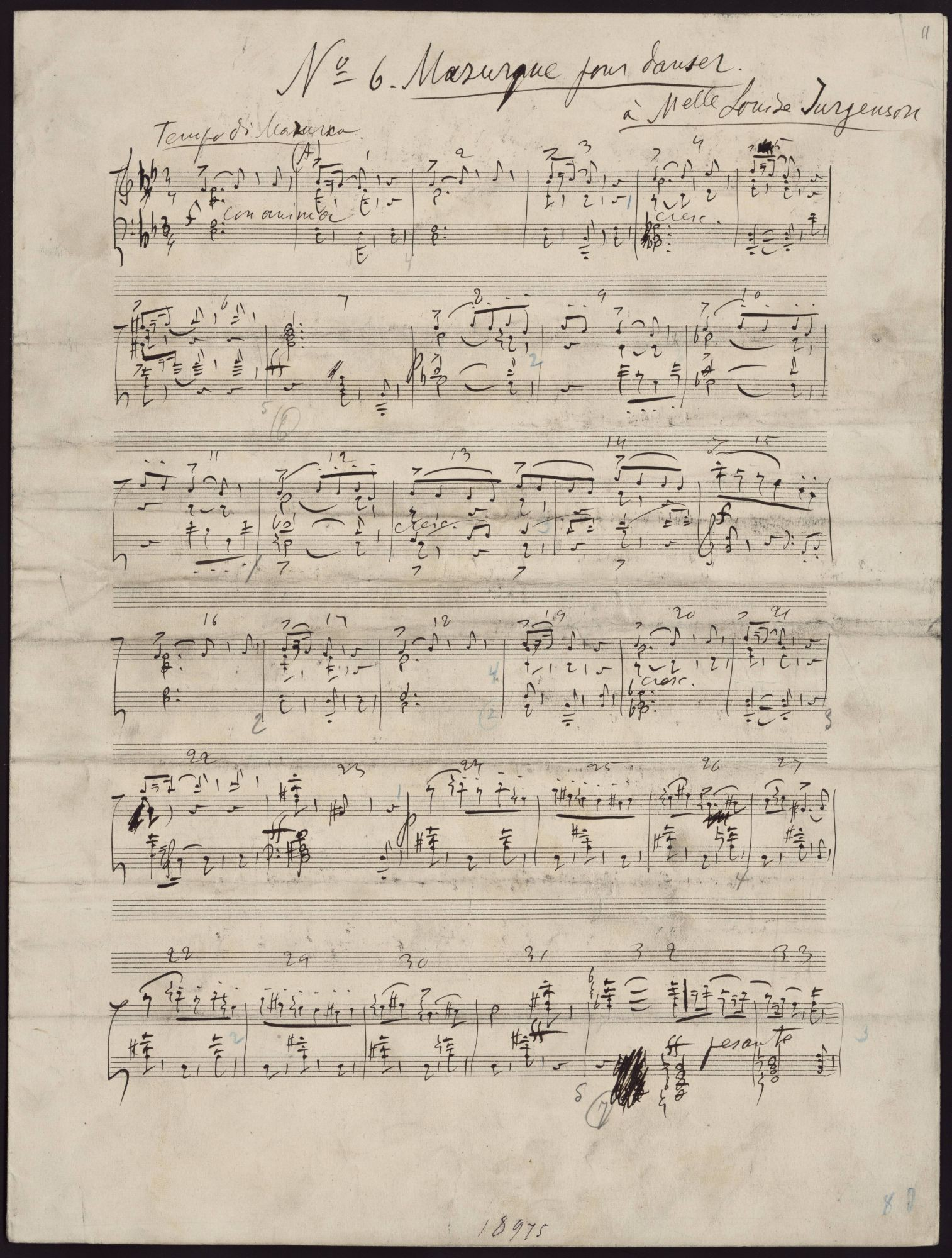
Титульный лист «Мазурки для танцев» из цикла «18 пьес 18 Morceaux» П. И. Чайковского

Ю́ргенсон Иосиф (Осип) Иванович (нем. Joseph Jürgenson; 1828, Эммасте, о. Хийумаа, Эстляндская губерния Российской империи — 17 апреля [30 апреля] 1910, Санкт-Петербург, Российская империя) — Санкт-петербургский купец 2-й гильдии, старший брат крупного музыкального издателя Петра Юргенсона (нем. Peter Johann Jürgenson).

## Биография
Йозеф (эст. Joosep) Юргенсон родился в 1828 году в семье рыбака Ханса Кирса (Hans Kirs) и его жены Аэты Юргенсон (Aeta Jürgenson), выходцев с волости Кяйна острова Хийумаа, Эстония.
Образование получил в Ревельском уездном училище, по окончании которого в 1843 году отправился на заработки в Санкт-Петербург.
Прослужив 28 лет в музыкальном магазине М. И. Бернарда, в 1871 году основал в Санкт-Петербурге торговый дом «I.Юргенсонъ» (нотный и музыкальный магазин), который располагался в доме № 9 по Большой Морской улице (на углу Невского проспекта).
Являлся комиссионером Придворной певческой капеллы, Императорского Русского музыкального общества и Консерватории Санкт-Петербурга.
Похоронен 21 апреля 1910 года на Волковском лютеранском кладбище в Санкт-Петербурге, о чём сделана запись в метрической книге Церкви Святых Петра и Павла в Санкт-Петербурге (Petrikirche). После смерти И. И. Юргенсона делами торгового дома «I.Юргенсонъ» управлял его старший сын Артур.

## Семья
У И. И. Юргенсона и его жены Эммелины (Emmeline Olga Pauline Jacowleff (Jacobsohn); 1837—1908) было пятеро детей:
- Артур (Arthur Wilhelm Сarl, 16.10.1860, Санкт-Петербург — 12.12.1920, Петроград) — выпускник историко-филологического факультета Императорского Санкт-Петербургского университета, преподаватель истории в 7-й Санкт-Петербургской гимназии с января 1885 по август 1891 года, с февраля 1888 по октябрь 1889 года — воспитатель приготовительных классов Императорского Александровского лицея с оставлением на службе в 7-й Санкт-Петербургской гимназии. Имел чин надворного советника. С 1892 года занят делами торгового дома «I.Юргенсонъ» ввиду преждевременной смерти младшего брата Александра, который был помощником в делах музыкального магазина И. И. Юргенсона. После национализации нотных магазинов с 19 декабря 1918 года — заведующий государственными нотными магазинами. Похоронен на Смоленском православном кладбище. Его сын, Иосиф Артурович Юргенсон, погиб в блокадном Ленинграде[2], а внук — Николай Иосифович (1921—1942) — на фронте[3].
- Роберт (Robert Paul John, 01.06.1862, Санкт-Петербург — после 16.06.1926) — выпускник Института инженеров путей сообщения Императора Александра I-го, инженер путей сообщения.  После окончания института в 1884 году работал на постройке Псково-Рижской железной дороги в должности начальника дистанции. В 1889 году был направлен на Дальний Восток, где служил инженером для поручений при Приамурском генерал-губернаторе бароне А. Н. Корфе.  В 1891 и 1894—1896 гг. принимал участие в изысканиях Амурской железной дороги, после прекращения изысканий был откомандирован на работы по улучшению судоходства на реках Шилке, Амуре и Уссури.  С 1899 по 1903 гг. работал начальником участка в Управлении водными путями рек Амурского бассейна, затем на сооружении Бологое-Полоцкой железнодорожной линии.  В 1906 году по просьбе начальника Восточной части Амурской железной дороги Е. Ю. Подруцкого, Роберт Юргенсон как человек хорошо знающий Дальний Восток, был зачислен в состав экспедиции. В 1909—1914 исполнял обязанности представителя Западно-Амурской железной дороги в Петербурге, после передачи этой части Амурской магистрали в эксплуатацию был назначен инспектором МПС по сооружению линии Казань-Екатеринбург, оставаясь в этой должности до 1917 года в чине статского советника[4]. В период работы в Приамурье состоял в Хабаровском обществе любителей фотографического искусства.
- Александр (Aleksander Joseph, 1866, Санкт-Петербург — 1890). По окончании Петришуле работал в музыкальном магазине отца. И. И. Юргенсон видел Александра продолжателем своего дела, так как старшие братья Артур и Роберт к тому времени уже делали свою профессиональную карьеру.
- Луиза (Marie Luise Karoline, 31.03.1859, Санкт-Петербург — 27.06.1905, Тярлево бл. Царского села) — похоронена на Волковском лютеранском кладбище.
- Эммелина (Emmeline Helene Katherine, 15.05.1868, Санкт-Петербург — 03.12.1941, Ленинград) — жена Федора Ивановича Груса (Friedrich Gerhard Groes; 1865—1926), управляющего делами Петербургской конторы издательства «М. П. Беляев», секретаря Попечительного совета для поощрения русских композиторов и музыкантов, художественного критика и переводчика. Прошла обучение в рисовальной Школе Императорского Общества Поощрения Художеств, затем в Императорской Академии Художеств, поступила в которую в 1893 году. Умерла в блокадном Ленинграде в декабре 1941 года.[5]

Все дети И. И. Юргенсона были выпускниками старейшей гимназии Санкт-Петербурга Петришуле (Petri-Schule).
Дочери И. И. Юргенсона Луизе посвящена «Мазурка для танцев» из цикла «18 пьес 18 Morceaux» П. И. Чайковского 1893 года.
Правнучка И. И. Юргенсона (внучка Артура Юргенсона) Ксения Иосифовна Юргенсон (06.03.1917—13.03.1973) — балерина Ленинградского театра оперы и балета им. Кирова, жена выдающегося балетного педагога А. И. Пушкина (07.09.1907 — 20.03.1970).

## Адреса в Санкт-Петербурге
- 1867—1873 — Невский проспект, д.10
- 1874—1878 — Екатерининский канал (ныне канал Грибоедова), д.6
- 1879—1889 — Наб. Мойки, д.40
- 1890—1910 — Наб. Мойки, д.42